# Sphaerodactylus thompsoni
Sphaerodactylus thompsoni este o specie de șopârle din genul Sphaerodactylus, familia Gekkonidae, descrisă de Ernest Justus Schwartz și Franz 1976. A fost clasificată de IUCN ca specie cu risc scăzut. Conform Catalogue of Life specia Sphaerodactylus thompsoni nu are subspecii cunoscute.